# Arte agli VIII Giochi della Francofonia
I concorsi di arte agli VIII Giochi della Francofonia si sono svolti ad Abidjan, in Costa d'Avorio. Si sono disputate 10 gare artistiche nelle seguenti discipline: 
- Canzone
- Danse de création
- Fotografia
- Hip hop (danza)
- Jonglerie avec ballon (freestyle ball)
- Letteratura (nouvelle)
- Marionette giganti
- Pittura
- Racconti e narratori
- Scultura/installazioni

## Podi
| Disciplina             | Oro                                    | Argento                   | Bronzo               |
| Canzone                | Fanie Fayar                            | Awa Mounaya Yanni (Moona) | Sophia Célena        |
| Danse de création      | Les Frères Joseph                      | Soul City                 | La Compagnie N'Soleh |
| Fotografia             | Laurence-Azita Rasti                   | Anush Babajanyan          | Annie France Noël    |
| Hip hop (danza)        | SN9PER Crew                            | 04 LKARWA                 | Pockemon Crew        |
| Jonglerie avec ballon  | Stylers Crew                           | S3                        | Kassio Ignace        |
| Letteratura (novelle)  | Moctar René Andre Abdul Razak          | Gabriel Robichaud         | Mohamed Mbougar Sarr |
| Marionette giganti     | Les Académiciens d’Ivoire Marionnettes | Collectif PI              | Compagnie NAMA       |
| Pittura                | Yazan Halawani                         | Mbaye Babacar Diouf       | Youssef Ahmed Ahmed  |
| Racconti e narratori   | Julles Ferry Quevin Moussoki Mitchum   | Compagnie Arc-en-ciel     | Najoua Darwiche      |
| Scultura/installazioni | Rémi Ama Sossouvi                      | Émilie Grace Lavoie       | Serge Ecker          |

## Medagliere
| Posiz. | Nazione         | Oro | Argento | Bronzo | Totale |
| ------ | --------------- | --- | ------- | ------ | ------ |
| 1      | Rep. del Congo  | 2   | 0       | 0      | 2      |
| 2      | Marocco         | 1   | 1       | 0      | 2      |
| 3      | Costa d'Avorio  | 1   | 0       | 2      | 3      |
| 4      | Mauritius       | 1   | 0       | 0      | 1      |
| 4      | Svizzera        | 1   | 0       | 0      | 1      |
| 4      | Camerun         | 1   | 0       | 0      | 1      |
| 4      | Niger           | 1   | 0       | 0      | 1      |
| 4      | Libano          | 1   | 0       | 0      | 1      |
| 4      | Benin           | 1   | 0       | 0      | 1      |
| 11     | Francia         | 0   | 2       | 2      | 4      |
| 12     | Senegal         | 0   | 2       | 1      | 3      |
| 12     | Nuovo Brunswick | 0   | 2       | 1      | 3      |
| 14     | Armenia         | 0   | 1       | 0      | 1      |
| 14     | Canada          | 0   | 1       | 0      | 1      |
| 14     | Guinea          | 0   | 1       | 0      | 1      |
| 17     | Vallonia        | 0   | 0       | 1      | 1      |
| 17     | Mali            | 0   | 0       | 1      | 1      |
| 17     | Egitto          | 0   | 0       | 1      | 1      |
| 17     | Lussemburgo     | 0   | 0       | 1      | 1      |
|        |                 |     |         |        |        |
| Totale | Totale          | 10  | 10      | 10     | 30     |